# Scopula tumiditibia
Scopula tumiditibia là một loài bướm đêm trong họ Geometridae.